# Goodgame Empire
Goodgame Empire ist ein browserbasiertes Mehrspieler-Online-Computer-Strategiespiel des deutschen Spieleentwicklers Goodgame Studios, das im August 2011 veröffentlicht wurde. Heute zählt das Spiel weltweit mehr als 80 Mio. registrierte Spieler und ist in 25 Sprachen verfügbar.
Unter dem Namen „Empire: Four Kingdoms“ ist das Spiel als App seit Januar 2013 für Apples iOS-Betriebssystem und das Android-Betriebssystem verfügbar.

## Spielinhalte

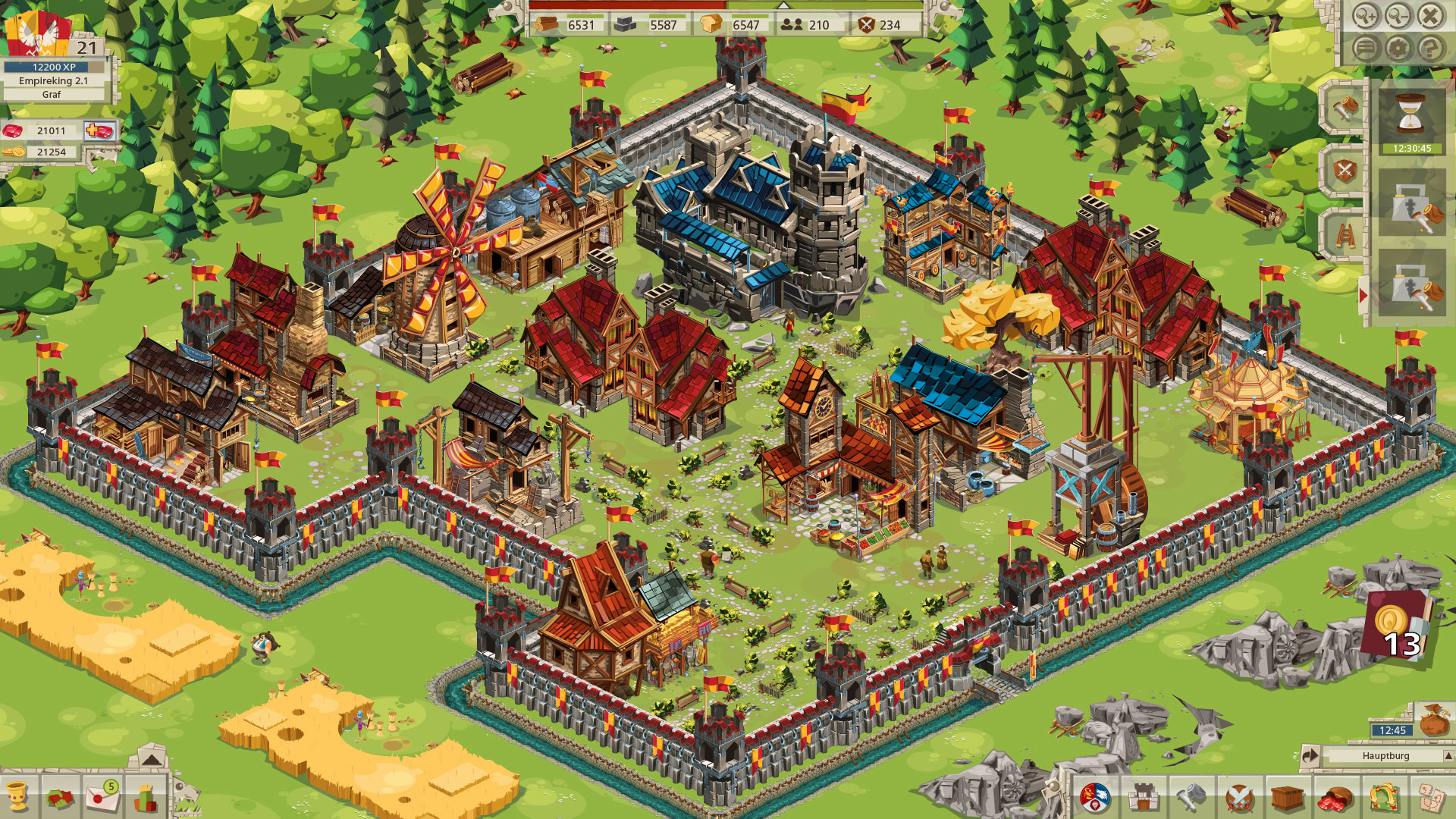
Screenshot einer Burg im Spiel Goodgame Empire

Goodgame Empire ist in einem mittelalterlichen Szenario angesiedelt. Die Spieler erhalten zu Beginn eine kleine Burg im großen Imperium, die auch fortan der zentrale Ort sein wird. Danach gilt es, diese auszubauen, zu vergrößern und mit Gebäuden auszustatten, um Rohstoffe zu erwirtschaften und damit den Einfluss in der Spielwelt zu erweitern. Dazu müssen die Spieler Aufgaben lösen, für die es Belohnungen gibt, eine funktionierende Wirtschaft errichten, Kämpfe gegen computergesteuerte Feinde sowie andere Spieler führen und sich mit Mitspielern in Allianzen verbünden. Im weiteren Spielverlauf erhalten die Spieler die Möglichkeit, Außenposten zu erobern. Diese werden dann wie die Hauptburg ausgebaut.
Neben dem wirtschaftlichen gibt es auch einen militärischen Part, bei welchem die Spieler Militäreinheiten rekrutieren. Diese dienen dazu, die eigene Burg zu verteidigen, andere Burgen zu plündern sowie Außenposten zu erobern. Ebenso stehen neben dem direkten Kampf auch Spionage und Sabotage, beispielsweise die Ausbreitung von Seuchen, zur Verfügung.
Die Spieler können für sich alleine spielen oder mit Mitspielern Bündnisse bilden. Solche Allianzen ermöglichen es zum Beispiel untereinander Güter zu tauschen, gemeinsam Angriffsstrategien zu planen oder sich gegenseitig vor Angriffen zu schützen.
Im Verlauf von Empire werden weitere Königreiche freigeschaltet. Die Spieler können dann im Immerwinter-Gletscher, auf den Sturminseln, in den Brennenden Sanden und auf den Feuergipfeln Siedlungen errichten und exklusive Rohstoffe schürfen. Um Zugang zu den Königreichen zu erhalten, muss der Spieler zunächst eine bestimmte Levelgrenze erreicht haben und Rohstoffe als Eintrittskosten entrichten. Bei Goodgame Empire gibt es 70 Haupt-Level und nach Level 70 gibt es dann noch 950 zusätzliche Legendenlevel.

## Empire: Four Kingdoms
Für mobile iOS- und Android-Endgeräte erschien 2013 die eigens entwickelte mobile App Empire: Four Kingdoms. Inhaltlich gleichen sich das Browserspiel Goodgame Empire und Empire: Four Kingdoms in den meisten Aspekten, jedoch sind die Server der beiden Spiele voneinander unabhängig. Empire: Four Kingdoms zählt aktuell mehr als 70 Millionen registrierte Nutzer. Das Analyse-Tool App Annie listet Empire: Four Kingdoms in den Jahren 2013 bis 2015 als die weltweit umsatzstärkste App eines deutschen Entwicklers.

## Geschäftsmodell
Goodgame Empire und Empire: Four Kingdoms sind Free-to-play-Spiele. Jeder Nutzer kann das Spiel also kostenlos spielen und Fortschritte erzielen. Optional besteht die Möglichkeit, im Spiel Rubine zu erwerben. Rubine sind eine Spielwährung, mit welcher bestimmte Features bei Empire gekauft werden – dazu gehören unter anderem die Beschleunigung von Bauvorgängen, der Kauf von Premiumgebäuden und -einheiten oder der Erwerb zusätzlicher Ressourcenpakete. Rubine sind in geringer Häufigkeit auch innerhalb des Spiels verfügbar, damit sind die meisten Spielinhalte grundsätzlich kostenlos zugänglich, wenn der Spieler entsprechend mehr Zeit investiert. Einige wenige Inhalte werden allerdings erst freigeschaltet, wenn Echtgeld eingesetzt wurde. Dazu zählt der Kauf besonderer Rüstungen oder Dekorationen.

## Auszeichnungen
| Jahr | Veranstaltung        | Produkt               | Kategorie                       |
| ---- | -------------------- | --------------------- | ------------------------------- |
| 2014 | European Games Award | Goodgame Empire       | Best European Browser Game      |
| 2014 | European Games Award | Empire: Four Kingdoms | Best European Mobile Game       |
| 2013 | MMO of the Year      | Goodgame Empire       | Best Strategy Browser MMO       |
| 2012 | European Games Award | Goodgame Empire       | Best European Browser Game      |
| 2012 | BÄM! Award           | Goodgame Empire       | Bestes Online- oder Social-Game |